# Bogserbåten Harry
Bogserbåten Harry är en svensk bogserbåt, som byggdes 1887 på AB Atlas i Gävle och nu ägs av Föreningen L. Laurin i Lysekil.
Korsnäs 1 byggdes för Korsnäs AB som ångfartyg för att bogsera andra fartyg, pråmar och timmer. Han såldes 1950 till en företagare i Stockholm, varvid ångmaskinen ersattes av en Skandia tändkulemotor, byggdes om och omdöptes till Arne för att bli bogserare på Mälaren. År 1952 såldes han vidare till Sand & Grus AB Jehander i Stockholm och fick namnet Munsö. År 1974  köptes han av Andersson & Co i Lilla Edet och döptes då till det nuvarande Harry.
Harry köptes 1984 av Uno Lundberg i Göteborg, som sålde honom till Föreningen L. Laurin 1993 för att bli museifartyg. Han är k-märkt.